# Moosdorf
Moosdorf je obec v okrese Braunau v rakouské spolkové zemi Horní Rakousy. V roce 2019 zde žilo 1684 obyvatel.
Název Moosdorf (doslovně „mechová vesnice“) souvisí s blízkostí rašeliniště Ibmer Moor, největšího komplexu rašelinišť v Rakousku a nejvýchodnějšího ze všech předalpských rašelinišť. Moos je hornoněmecký výraz pro „rašeliniště“ či „slatiniště“.

## Administrativní dělení
Obec zahrnuje následujících 15 vesnic a osad (v závorce je uveden počet obyvatel k 1. lednu 2019):
- Einsperg (89)
- Elling (161)
- Furkern (43)
- Habersdorf (55)
- Hackenbuch (336)
- Haslach (33)
- Jedendorf (91)
- Kimmelsdorf (204)
- Moosdorf (487)
- Moosmühl (29)
- Mühlbach (38)
- Puttenhausen (18)
- Seeleiten (25)
- Stadl (34)
- Weichsee (41)

Obec se skládá z katastrálních území Moosdorf a Stadl.